# Светско првенство у пливању 2015 — 400 м мешовито за мушкарце
Такмичење у пливању у дисциплини 400 метара мешовитим стилом за мушкарце на Светском првенству у пливању 2015. одржало се 9. августа (квалификације и финале) као део програма Светског првенства у воденим спортовима. Трке су се одржавале у базену Казањске арене у граду Казању (Русија).
За трке је било пријављено укупно 46 такмичара из 39 земаља. Титулу светског првака из 2013. са успехом је одбранио јапански пливач Даија Сето који је у финалу тријумфовао са 1,40 секунди предности испред другопласираног Мађара Давида Вераста. Бронзану медаљу освојио је пливач из САД Чејз Калиш.

## Освајачи медаља
|                  | Резултат |                     | Резултат |                  | Резултат |
|                  |          |                     |          |                  |          |
| Даија Сето (JPN) | 4:08,50  | Давид Верасто (HUN) | 4:09,90  | Чејз Калиш (USA) | 4:10,05  |

## Званични рекорди
Пре почетка такмичења званични свестки рекорд и рекорд шампионата у овој дисциплини су били следећи:
| Рекорд                     | Име               | Резултат | Место                | Датум            |
| -------------------------- | ----------------- | -------- | -------------------- | ---------------- |
| Светски рекорд             | Мајкл Фелпс (USA) | 4:03,84  | Пекинг (Кина)        | 10. август 2008. |
| Рекорд светских првенстава | Мајкл Фелпс (USA) | 4:06,22  | Мелбурн (Аустралија) | 1. април 2007.   |

У овој дисциплини на овом СП нису постављени нови рекорди ни у једној категорији.

## Земље учеснице
За трке на 400 метара мешовитим стилом била је пријављено укупно 50 такмичара из 46 земаља, а свака од земаља могла је да пријави максимално два такмичара по утрци.
| - Ангола (1) - Аустралија (1) - Аустрија (1) - Бразил (1) - Бугарска (1) - Велика Британија (2) - Венецуела (1) - Вијетнам (1) - Египат (1) - Израел (1) | - Италија (1) - Јапан (1) - Јужна Африка (1) - Кина (2) - Кинески Тајпеј (1) - Костарика (1) - Куба (1) - Летонија (1) - Лихтенштајн (1) - Луксембург (1) | - Мађарска (2) - Македонија (1) - Мексико (1) - Немачка (2) - Нови Зеланд (1) - Норвешка (1) - Порторико (1) - Португал (2) - Русија (2) - Сингапур (1) | - САД (2) - Словачка (1) - Словенија (1) - Тунис (1) - Турска (1) - Фарска Острва (1) - Чешка (1) - Швајцарска (1) - Шпанија (1) |

## Квалификација
У квалификацијама се пливало у 5 квалификационих група, а сваку од група чинило је по 10 пливача, изузев прве групе у којој је пливало 6 такмичара. Пласман у финале обезбедило је 8 пливача који су у квалификацијама остварили најбоља времена. Пет пливача није се појавило на старту својих квалификационих трка.
Квалификационе трке пливане су 9. августа у јутарњем делу програма, са почетком у 9:30 по локалном времену.
| ПЛ. | Трка | Стаза | Пливач              | Репрезентација   | Време   | Нап. |
| --- | ---- | ----- | ------------------- | ---------------- | ------- | ---- |
| 1.  | 4    | 4     | Чејз Калиш          | САД              | 4:11,83 | КВ   |
| 2.  | 4    | 3     | Давид Верасто       | Мађарска         | 4:11,99 | КВ   |
| 3.  | 5    | 5     | Даија Сето          | Јапан            | 4:12,17 | КВ   |
| 4.  | 5    | 4     | Тајлер Клари        | САД              | 4:12,22 | КВ   |
| 5.  | 5    | 3     | Данијел Волис       | Велика Британија | 4:13,07 | КВ   |
| 6.  | 5    | 7     | Јакоб Хајтман       | Немачка          | 4:13,62 | КВ   |
| 7.  | 4    | 7     | Роберто Павони      | Велика Британија | 4:13,91 | КВ   |
| 8.  | 5    | 2     | Јанг Џисјен         | Кина             | 4:15,47 | КВ   |
| 9.  | 4    | 2     | Федерико Турини     | Италија          | 4:15,70 |      |
| 10. | 4    | 5     | Томас Фрејжер-Холмс | Аустралија       | 4:15,93 |      |
| 11. | 3    | 4     | Александар Осипенко | Русија           | 4:16,35 |      |
| 12. | 3    | 5     | Рикард Нађ          | Словачка         | 4:16,37 |      |
| 13. | 5    | 1     | Бенјамин Грац       | Мађарска         | 4:16,69 |      |
| 14. | 4    | 8     | Гал Нево            | Израел           | 4:17,34 |      |
| 15. | 5    | 8     | Кевин Ведел         | Немачка          | 4:17,42 |      |
| 16. | 3    | 2     | Жереми Депланш      | Швајцарска       | 4:17,90 |      |
| 17. | 4    | 0     | Семјон Макович      | Русија           | 4:18,61 |      |
| 18. | 3    | 3     | Диого Карваљо       | Португал         | 4:18,67 |      |
| 19. | 5    | 6     | Хуанг Чаошенг       | Кина             | 4:19,11 |      |
| 20. | 3    | 1     | Јакуб Мали          | Аустрија         | 4:19,20 |      |
| 21. | 4    | 6     | Себастијен Русо     | Јужна Африка     | 4:20,16 |      |
| 22. | 3    | 6     | Павел Јанечек       | Чешка            | 4:20,43 |      |
| 23. | 3    | 7     | Карлос Омања        | Венецуела        | 4:20,74 |      |
| 24. | 4    | 1     | Марк Санчез         | Шпанија          | 4:21,26 |      |
| 25. | 1    | 4     | Хенрик Кристијансен | Норвешка         | 4:21,67 |      |
| 26. | 5    | 0     | Алексис Сантос      | Португал         | 4:22,35 |      |
| 27. | 2    | 7     | Алпкан Орнек        | Турска           | 4:22,72 |      |
| 28. | 5    | 9     | Нејтан Кап          | Нови Зеланд      | 4:23,00 |      |
| 29. | 1    | 5     | Ахмед Хамди         | Египат           | 4:23,02 |      |
| 30. | 3    | 8     | Кристоф Мајер       | Лихтенштајн      | 4:23,57 |      |
| 31. | 2    | 5     | Педро Пинотес       | Ангола           | 4:23,85 |      |
| 32. | 2    | 1     | Роберт Жбогар       | Словенија        | 4:25,10 |      |
| 33. | 2    | 0     | Марко Блажевски     | Македонија       | 4:25,57 |      |
| 34. | 3    | 0     | Увис Калнињш        | Летонија         | 4:26,17 |      |
| 35. | 2    | 8     | Trần Duy Khôi       | Вијетнам         | 4:27,43 |      |
| 36. | 1    | 6     | Луис Вега           | Куба             | 4:29,57 |      |
| 36. | 2    | 4     | Вен Рен-хау         | Кинески Тајпеј   | 4:29,57 |      |
| 38. | 2    | 6     | Панг Шенг Ђуен      | Сингапур         | 4:29,61 |      |
| 39. | 2    | 2     | Никола Димитров     | Бугарска         | 4:30,78 |      |
| 40. | 1    | 7     | Алви Хјелм          | Фарска Острва    | 4:33,15 |      |
| 41. | 1    | 2     | Естебан Араја       | Костарика        | 4:40,23 |      |
| 42  | 1    | 3     | Луис Вентура        | Мексико          | ××      | НН   |
| 42  | 2    | 3     | Ахмед Матлути       | Тунис            | ××      | НН   |
| 42  | 2    | 9     | Кристијан Пунтер    | Порторико        | ××      | НН   |
| 42  | 3    | 9     | Рафаел Стакјоти     | Луксембург       | ××      | НН   |
| 42  | 4    | 9     | Тијаго Симон        | Бразил           | ××      | НН   |

Напомена: КВ - квалификован за финале

## Финале
Финална трка пливана је 9. августа са почетком у 17:47 по локалном времену.
| ПЛ. | Стаза | Пливач         | Репрезентација   | Време   | Нап. |
| --- | ----- | -------------- | ---------------- | ------- | ---- |
|     | 3     | Даија Сето     | Јапан            | 4:08,50 |      |
| 2   | 5     | Давид Верасто  | Мађарска         | 4:09,90 |      |
| 3   | 4     | Чејз Калиш     | САД              | 4:10,05 |      |
| 4.  | 6     | Тајлер Клари   | САД              | 4:11,71 |      |
| 5.  | 7     | Јакоб Хајтман  | Немачка          | 4:12,08 |      |
| 6.  | 2     | Данијел Волис  | Велика Британија | 4:13,77 |      |
| 7.  | 1     | Роберто Павони | Велика Британија | 4:13,81 |      |
| 8.  | 8     | Јанг Џисјен    | Кина             | 4:16,74 |      |